# フフシル
フフシル（簡体字中国語: 可可西里、ピンイン: Kěkěxīlǐ）は、チベット高原北部の、西蔵自治区北部と青海省西南部にまたがり、およそ東経90°、北緯36°付近に位置する広大な山地とステップ地帯である。世界第3位の広さを持つ無人地帯で、世界の「第三極」とも呼ばれる極寒の高山気候地帯である。氷河の雪解け水によりできた無数の湖沼と湿地があるフフシルは原始的な自然状態がほぼ完璧に維持されており、主にイネ科とクッション植物の草原が発達し、チルー（チベットアンテロープ）、オオカミ、ヒグマなどの19種の哺乳類、48種の鳥類、6種の魚類、1種の爬虫類（チンハイガマトカゲ）を含む74種の脊椎動物などの230種を越す野生動物が生息している。一帯に固有種が多く、植物種の3分の1以上と哺乳類全体の60%が固有種で、特にチルー、ノヤク、チベットノロバ、チベットガゼルを含むすべての草食哺乳類が固有種である。フフシルはチルーの重要の繁殖地であり、毎年の初夏には数万頭の雌のチルーが子を産むため、西のチャンタン高原、北のアルトゥン山脈、東の三江源の越冬地からフフシルに移動する。
「フフシル (Хөх шил, xöx sil)」という名称はモンゴル語で「青い峰」を意味し、チベット名の「ホホシリ (ho ho zhi li)」、中国名の「可可西里」はいずれもこのモンゴル名を音写したものである。日本では、中国名「可可西里」からカタカナ転写された「ココシリ」という呼称が用いられる例が多い。
近年高値で売買される絶滅危惧種であるチベットアンテロープの毛皮をめぐる密猟と、密猟者に対するパトロール活動が注目を集めているが、映画『ココシリ』の公開でより知られるようになった。他の生態系に対する脅威は違法な採掘、気候変動、高山低木の侵入や草原の砂漠化などがある。一方、地震により新しい温泉や断層の形成、氷河の融解や降水量の増加は湖の氾濫または新しい湖の形成を促し、新たな生息地も形成されている。2017年にはフフシルに含まれる自然保護区などが自然美と生物多様性を理由として、世界遺産リストに登録された。

## 映像作品

### ドキュメンタリー番組
- 『遥かなり 秘境 可可西里 〜日中合同探検隊・60日間の記録〜』（NHK1995年4月）
- 『20世紀最後の秘境 青く透明な大地ココシリ』（テレビ東京 2000年3月17日）

### 映画
- 『ココシリ』（2004年）
  - ルー・チュアン（陸川）監督、出演：デュオ・ブジエ（多布傑）、チャン・レイ（張磊）、ほか。
  - 東京国際映画祭・審査員特別賞、台湾金馬奨・最優秀作品賞

## 交通
G109国道（北京～西寧～ラサ）と青蔵鉄道（西寧～ラサ）がフフシルの真中をほぼ北から南へ通っている。

## 世界遺産
青海可可西里国家級自然保護区や三江源国家級自然保護区に属する地域などが、2017年に世界遺産リストに加えられた。

### 登録基準
この世界遺産は世界遺産登録基準のうち、以下の条件を満たし、登録された（以下の基準は世界遺産センター公表の登録基準からの翻訳、引用である）。
- (7) ひときわすぐれた自然美及び美的な重要性をもつ最高の自然現象または地域を含むもの。
- (10) 生物多様性の本来的保全にとって、もっとも重要かつ意義深い自然生息地を含んでいるもの。これには科学上または保全上の観点から、すぐれて普遍的価値を持つ絶滅の恐れのある種の生息地などが含まれる。